# Usbekistans håndboldforbund
Usbekistans håndboldforbund (usbekisk: O'zbekiston Gandbol Federatsiyasi) er det usbekiske håndboldforbund. Forbundets hovedkvarter ligger i landets hovedstad Tasjkent. Forbundet er medlem af det asiatiske håndboldforbund, Asian Handball Federation (AHF) og det internationale håndboldforbund, International Handball Federation (IHF). Forbundet har ansvaret for herrelandsholdet og damelandsholdet.